# George Barker (fotograf)

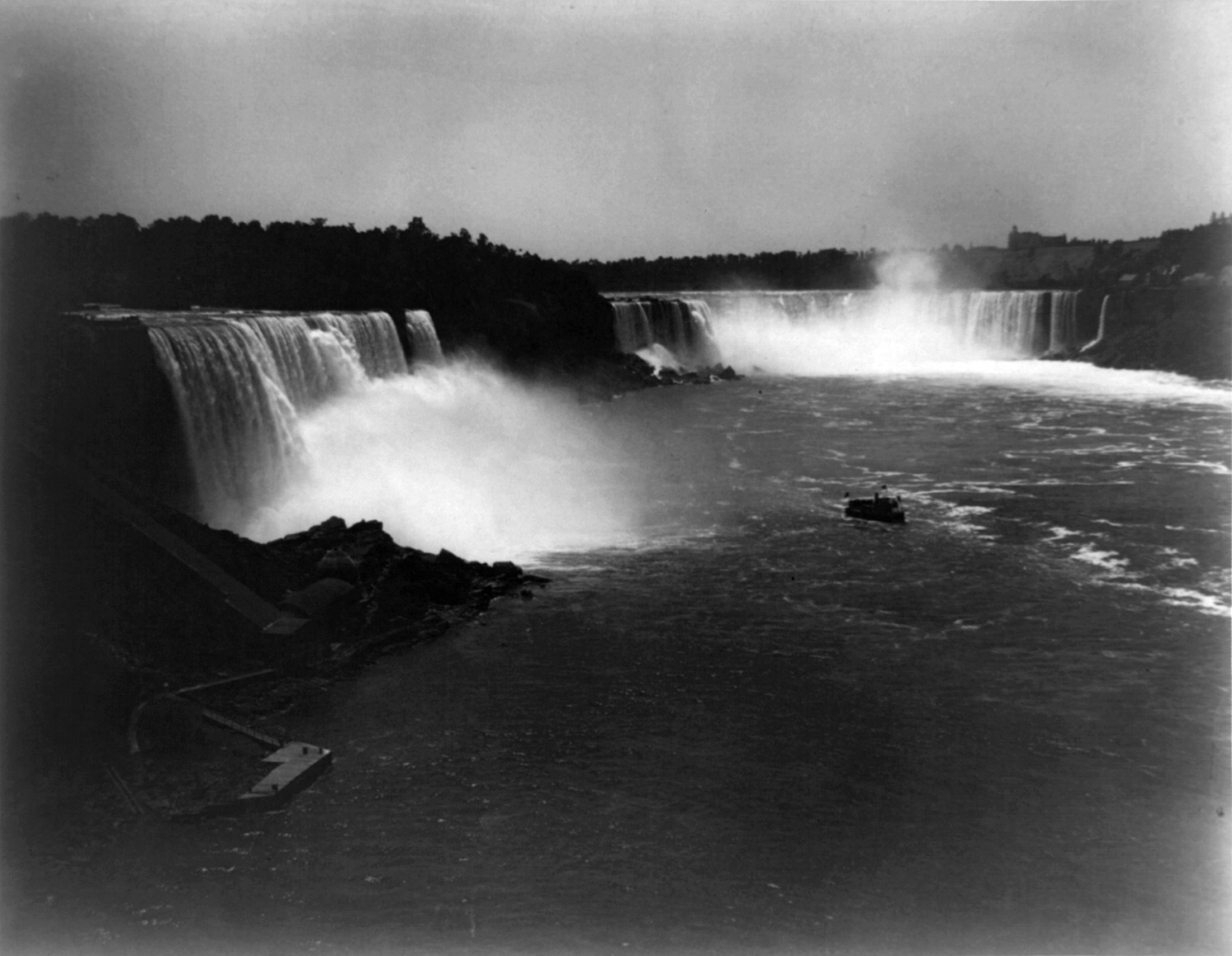
George Barker: Niagarské vodopády, 1886

George Barker (17. července 1844 London, Ontario – 27. listopadu 1894) byl kanadsko-americký fotograf nejznámější svými fotografiemi Niagarských vodopádů.

## Život a dílo
Narodil se v roce 1844 v ontarijském Londonu a fotografovat začal jako pomocník Jamese Egana. Ve svých 18. letech si otevřel vlastní fotografické studio v ontarijském Londonu, ale příští rok se odstěhoval do Niagara Falls ve státu New York, kde pracoval pro Platta D. Babbitta. V pozdních 60. letech 19. století měl studia jak v Londonu, tak i v Niagara Falls a stal se známým svými velkoformátovými snímky (o rozměrech 46 cm × 51 cm) a stereosnímky vodopádů. Jeho niagarské studio 7. února 1870 poničil požár, ale jeho negativy se dochovaly.
Barker byl také jedním z prvních fotografů, kteří navštívili Floridu. V té době bylo fotografování na Floridě velmi náročné, fotograf pro svou práci s sebou musel nosit potřebné a objemné zařízení. Podobně náročné bylo udržet v dobré kondici fotografický film, který byl choulostivý na horké a vlhké prostředí. Barker strávil dokumentováním severní a centrální Floridy téměř čtyři roky (1886 – 1890).
Když v roce 1894 zemřel, byl označen za "vynikajícího fotografa Niagarských vodopádů". Jeho práce získala společnost Underwood & Underwood Washington, D.C.

## Galerie

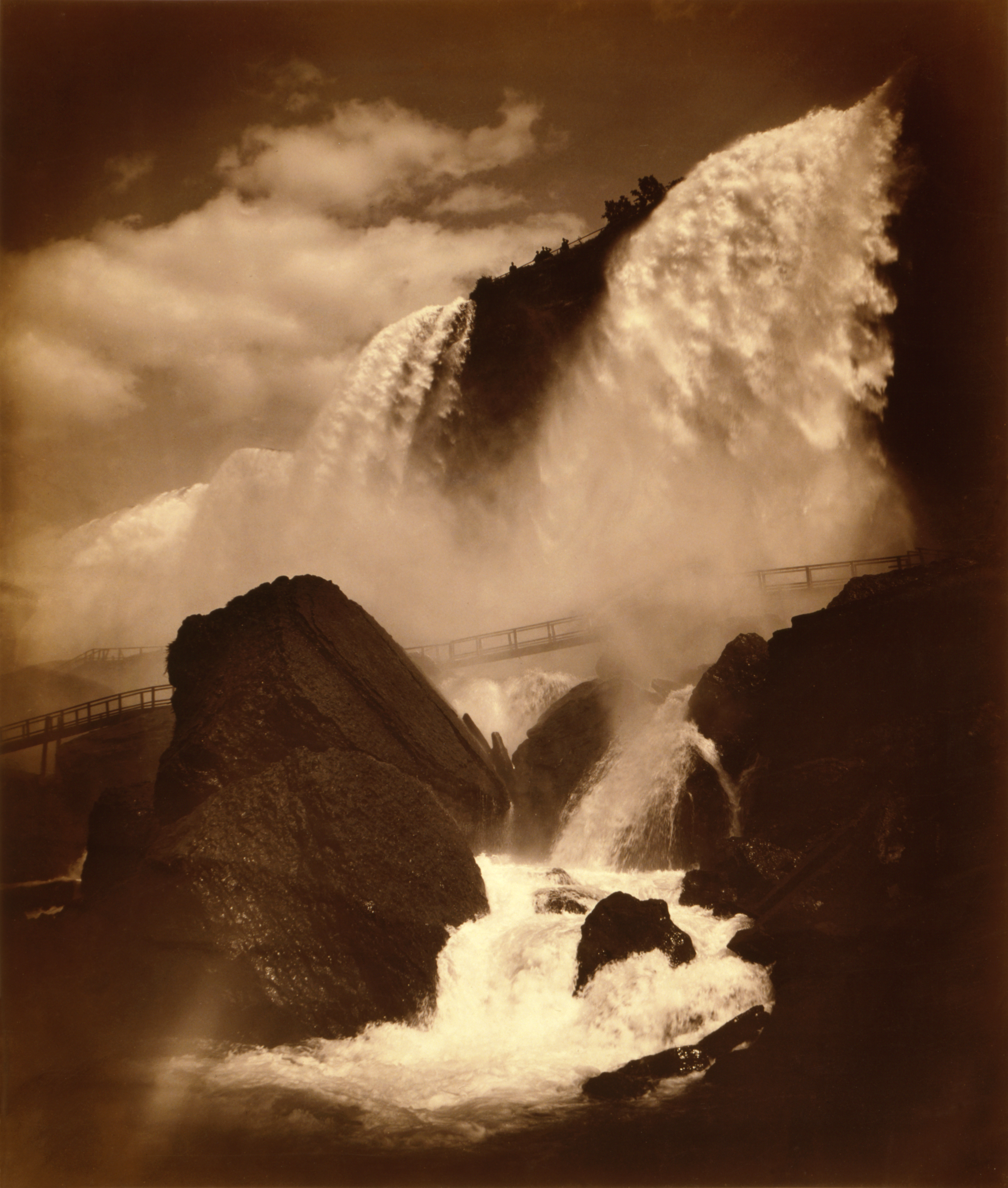
Cave of the Winds, Niagara Falls, New York
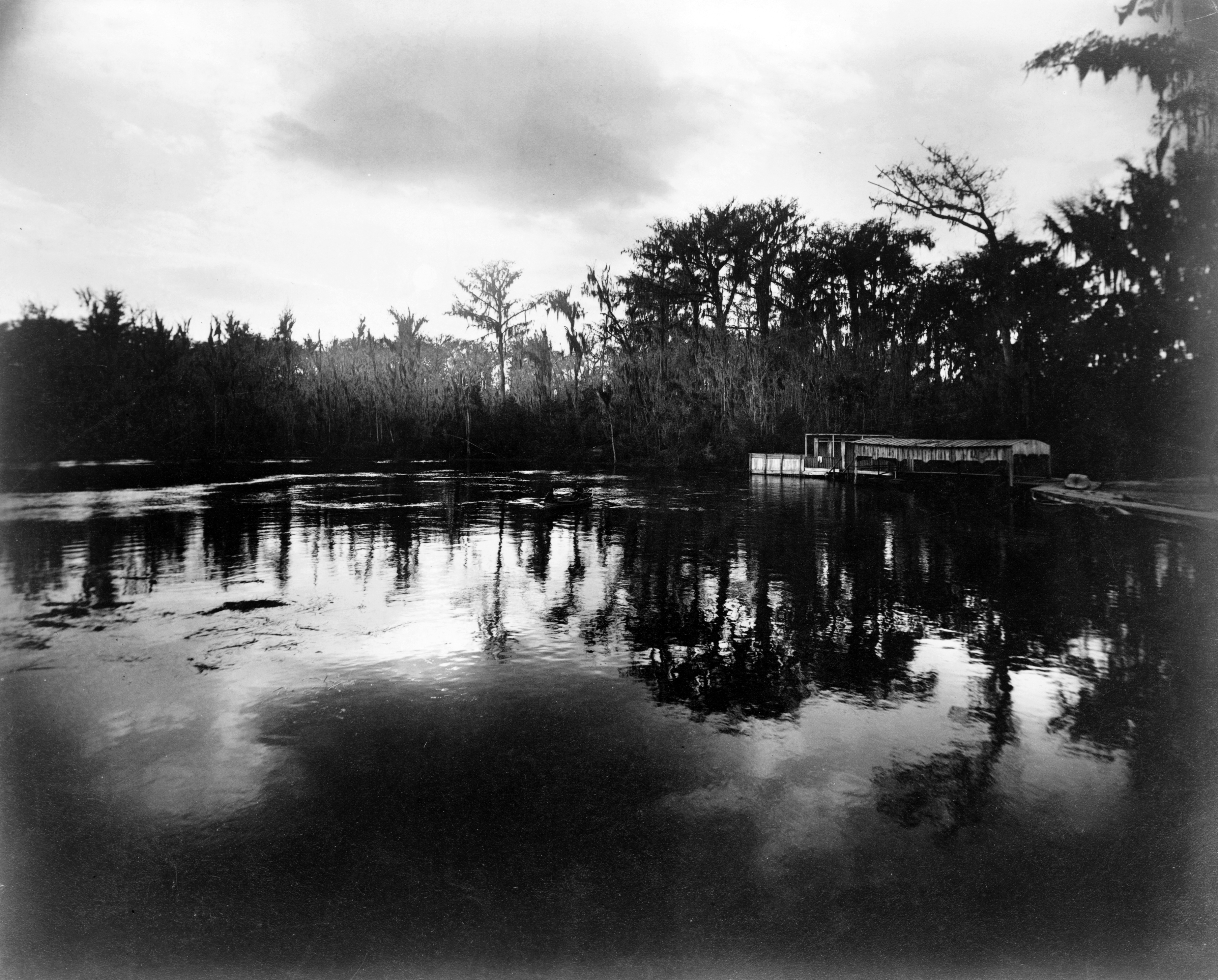
Silver Springs, Florida
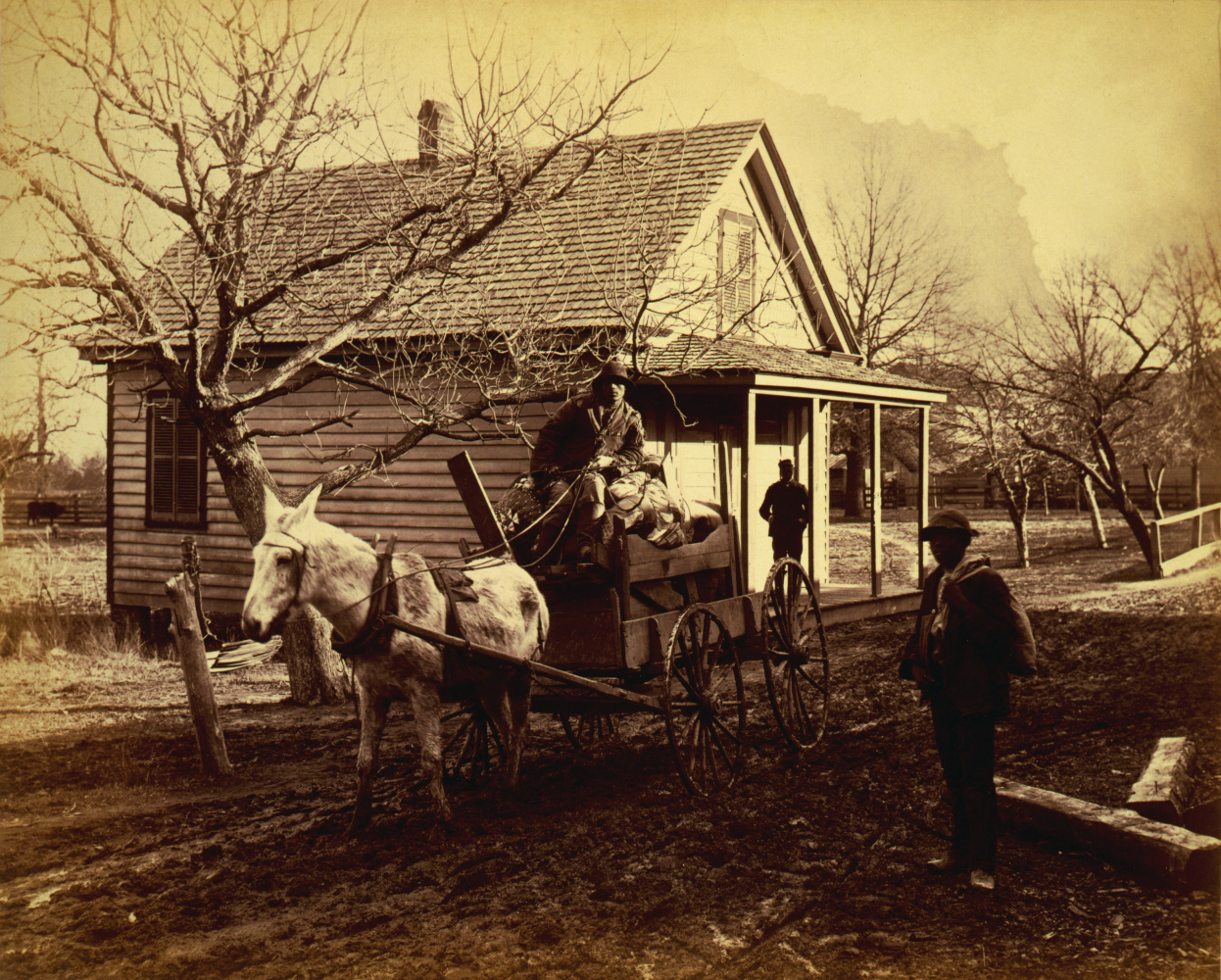
Mezek táhnoucí káru, Stony Creek, Virginia, 1886